# Luxilus chrysocephalus
Luxilus chrysocephalus is een straalvinnige vissensoort uit de familie van de eigenlijke karpers (Cyprinidae). De wetenschappelijke naam van de soort werd voor het eerst geldig gepubliceerd in 1820 door Constantine Samuel Rafinesque.